# Louis II. de La Trémoille

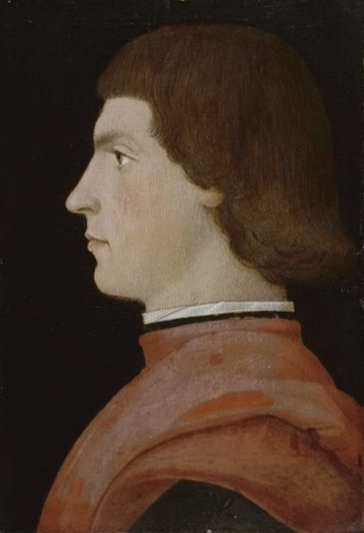
Porträt Louis’ II. de La Trémoille, Domenico Ghirlandaio oder einer seiner Schüler im Musée Condé, Chantilly

Wappen des Louis II. de La Trémoille

Louis II. de La Trémoille, auch La Trémouille geschrieben, (* 20. September 1460 in Bommiers (Indre); † 24. Februar 1525 bei Pavia) war als Angehöriger des Hauses La Trémoille ein französischer Feldherr und Enkel Georges’ de La Trémoille, des Günstlings König Karls VII.

## Privatleben
Louis war der älteste Sohn des Louis I. de La Trémoille (1431–1483) und der Marguerite d’Amboise. Er beerbte seinen Vater als Seigneur de La Trémoille, Vicomte de Thouars, Prince de Talmond, Comte de Guînes et de Bénon, Baron de Sully, de Craon, de Montagu, de Mauléon et de l'Ile-Bouchard, Seigneur des Iles de Ré, de Rochefort et de Marans. Zudem hatte er das Amt des Premier Chambellan du Roi inne. Er heiratete am 28. Juli 1484 Gabrielle de Bourbon, Tochter Louis’ de Bourbon, mit der er ein Jahr später den Sohn Charles hatte. Louis überlebte Charles, der 1515 bei Marignano fiel. Am 30. November 1516 starb auch Gabrielle. Daraufhin verheiratete er sich mit der vierzig Jahre jüngeren Louise de Valentinois, Tochter Cesare Borgias.

## Der Feldherr
La Trémoille befehligte im Guerre folle 1488 das Heer Karls VIII. gegen den Herzog der Bretagne in der siegreichen Schlacht bei Saint-Aubin-du-Cormier. 1496 erkämpfte er bei Fornovo den Durchbruch der Franzosen durch die Lombardei. Ludwig XII. ernannte ihn 1500 wieder zum Oberfeldherrn in Italien, als welcher er Mailand einnahm. 1503 kämpfte er jedoch unglücklich in Neapel gegen Gonzalo Fernández de Córdoba y Aguilar. Später war er an den Schlachten von Novara (1513) und Marignano (1515) beteiligt. Auch nahm er an den Feldzügen gegen die Engländer in der Picardie teil. 
Louis II. de La Trémoille fiel am 24. Februar 1525 in der Schlacht bei Pavia durch spanische Arkebusiere. Als Vicomte von Thouars folgte ihm sein Enkel François de La Trémoille.